# الصليب الحديدي (فلم)
الصليب الحديدي (بالإنجليزية:Cross of Iron)، هي فيلم بريطاني، نوعه فيلم حربي، أنتج سنة 1977م، وتتحدث القصة عن القتال الجيش الألماني والمعروف بـ"فرماخت"، وهم يقاتلون للجهة الشرقية من القارة الأوروبية استعداداً للهجوم على الاتحاد السوفيتي.

## وصلات خارجية
- مقالات تستعمل روابط فنية بلا صلة مع ويكي بيانات
- الصليب الحديدي على موقع أول موفي.

قالب:وصلات قليلة الاقتباس